# Le Cardinal (film)
Pour les articles homonymes, voir Le Cardinal.
Pour plus de détails, voir Fiche technique et Distribution.
Le Cardinal (The Cardinal) est un film dramatique américain réalisé par Otto Preminger, sorti en 1963. Il s’agit de l’adaptation du roman de Henry Morton Robinson (en).

## Synopsis
Stephen Fermoyle est un prêtre américain originaire de Boston et issu d'une famille catholique. C'est un intellectuel polyglotte, auteur d'un livre sur l'histoire de l'Église. 
Le film fait découvrir son ascension progressive et les problèmes qui surgissent lorsque sa sœur veut se marier avec un homme de confession juive. Quand ce dernier refuse finalement de se convertir au catholicisme, le mariage est refusé. Stephen Fermoyle, futur cardinal, est pris entre les contradictions de son rôle de prêtre et de frère, alors que sa sœur lui avoue en confession qu'elle a eu des relations avec cet homme juif dont elle est amoureuse. Elle finit par quitter le domicile et disparaît. 
Fermoyle la retrouve quelques années plus tard, devenue danseuse de tango et égarée dans des milieux de danseurs marginaux. Elle finit par mourir en couches, alors qu'il a refusé que le bébé soit tué pour sauver la mère, ce qui est l'occasion pour lui de remettre en question sa vocation sacerdotale car il se sent coupable de ne pas avoir su aider sa sœur. 
Il se retrouve à Vienne comme enseignant d'anglais, toujours lié par ses vœux mais se questionnant sur un retour à l'état laïc. Il rencontre Annemarie, qui l'aime. Après avoir hésité, il finit par retourner à sa vocation de prêtre, au grand désespoir d'Annemarie. Les années passent. On le retrouve bientôt haut placé dans la hiérarchie diplomatique de l'Église. Refusant de rester passif devant la demande d'aide d'un curé de paroisse noir américain, il retourne incognito aux États-Unis pour aider ce prêtre victime du racisme du Ku Klux Klan. Finalement les racistes sont condamnés grâce à son action, ce qui lui vaut une promotion supplémentaire par le pape. 
Les années passent encore. On le retrouve à Vienne, où il a été envoyé pour fermer la nonciature et faire pendant à l'archevêque de Vienne, jugé trop complaisant vis-à-vis des nazis. Ce dernier s'est en effet laissé séduire par les promesses de Hitler et a demandé à voter oui pour le référendum de rattachement de l'Autriche à l'Allemagne. Dans le même temps, Stephen Fermoyle retrouve Annemarie, qui s'est mariée par dépit. Son mari se jette par la fenêtre à l'arrivée de la Gestapo, car il s'était opposé à la montée du nazisme. Poursuivie à son tour, elle se réfugie dans la nonciature auprès de celui qu'elle aimait, culpabilisée de n'avoir pas compris à temps son mari. Peu à peu, l'archevêque de Vienne comprend qu'il s'est fait berner par Hitler, et assiste impuissant à l'invasion de l'archevêché par une horde nazie vociférante. Annemarie est arrêtée par la police, et dit adieu à son ami dans une scène pathétique. Il finit par être créé cardinal.

## Fiche technique
- Titre original : The Cardinal
- Titre français : Le Cardinal
- Réalisation : Otto Preminger
- Scénario : Robert Dozier, d'après le roman de Henry Morton Robinson
- Costumes : Donald Brooks
- Photographie : Leon Shamroy
- Montage : Louis R. Loeffler
- Musique : Jerome Moross
- Production : Otto Preminger
- Société de production : Otto Preminger Films
- Société de distribution : Columbia Pictures
- Graphismes et conception du générique : Saul Bass
- Pays d'origine :  États-Unis
- Langue originale : anglais
- Format : couleur (Technicolor) ; Panavision - 2,20:1 en 70mm (négatif : super35) - Stéréo 6 pistes VO et 2,35:1 Anamorphique en 35mm mono VF
- Genre : drame
- Durée : 175 minutes (projeté en deux parties séparées par un entracte avec intermède musical reprenant les différents thèmes)
- Date de sortie : 12 décembre 1963 (Etats-Unis), 20 décembre 1963 (France)
- Affiches : Macario Gómez Quibus (Espagne), Saul Bass (États-Unis), Georges Kerfyser (France)

## Distribution
- Tom Tryon (VF : René Arrieu) : Stephen Fermoyle
- Carol Lynley : Mona Fermoyle / Regina Fermoyle
- Romy Schneider :  (VF : elle-même) : Annemarie von Hartman
- Dorothy Gish : Celia Fermoyle
- Maggie McNamara (VF : Michèle Montel) : Florrie Fermoyle
- Bill Hayes : Frank Fermoyle
- Vilma Degischer : Sœur Wilhelmina
- Cameron Prud'Homme : Din Fermoyle
- Cecil Kellaway (VF : Georges Hubert) : Monsignor Monaghan
- Loring Smith : Cornelius J. Deegan
- John Saxon : Benny Rampell
- James Hickman : Father Lyons
- Berenice Gahm : Mrs. Rampell
- John Huston (VF : Serge Nadaud) : Cardinal Glennon
- Jose Duvall (VF : Jean Violette) : Ramon Gongaro
- Peter MacLean : Father Callahan
- Robert Morse : Bobby and His Adora-Belles
- Billy Reed : Master of Ceremonies
- Pat Henning (VF : Fernand Fabre) : Hercule Menton
- Burgess Meredith (VF : Teddy Bilis) : The Rev. Ned Halley
- Jill Haworth : Lalage Menton
- Raf Vallone (VF : lui-même) : Cardinal Quarenghi
- Ossie Davis (VF: Raymond Loyer) : Father Gillis
- Chill Wills (VF : Lucien Bryonne) : Monsignor Whittle
- Arthur Hunnicutt (VF : Alexandre Rignault) : Sheriff Dubrow
- Patrick O'Neal : Cecil Turner
- Murray Hamilton : Lafe
- Wolfgang Preiss : S.S. Major
- Tullio Carminati (VF : Jean-Paul Moulinot): Cardinal Giacobbi
- Peter Weck : Kurt von Hartmann
- Doro Merande : Mme Picket
- Wolf Albach-Retty : Baron autrichien (L’acteur était le père de Romy Schneider)

## Autour du film
- Le film suit assez fidèlement le roman de Henry Morton Robinson, mais y ajoute la romance à Vienne entre Stephen Fermoyle et l'étudiante Annemarie, jouée par Romy Schneider.
- Huit ans plus tôt, dans le film Sissi (1955) réalisé par Ernst Marischka, Romy Schneider jouait déjà avec les acteurs du Cardinal suivants :
  - Vilma Degischer  (la sœur Wilhelmina, une nonne viennoise qui, à la demande de l’évêque Fermoyle (Tom Tryon) va accueillir Annemarie von Hartman (Romy Schneider) avant que celle-ci ne se livre aux Nazis) y interprète l'archiduchesse Sophie, mère de l'empereur François-Joseph, belle-mère de Sissi (et d'abord sa tante, la mère de Sissi étant sa sœur) ;
  - Josef Meinrad (le cardinal viennois Theodor Innitzer, qui fraye d'abord avec les Nazis avant de se rendre compte qu'il a été manipulé) y interprète le maladroit gendarme Böckl, futur colonel et garde du corps de Sissi dans Sissi impératrice (1956) et Sissi face à son destin (1957) ;
  - Peter Weck (Kurt von Hartmann, le mari d'Annemarie von Hartmann (Romy Schneider), un banquier viennois qui se suicide sous ses yeux lorsque la Gestapo vient l'arrêter en raison de son ascendance juive) y joue l'archiduc Karl-Ludwig, frère de l'empereur François-Joseph, beau-frère (mais d'abord cousin germain) de Sissi, épris d'elle dans leur tendre jeunesse.
- Le cardinal Joseph Ratzinger, futur Benoît XVI, fut conseiller délégué par le Vatican sur l'écriture et le tournage du film[1].